# میرآباد (صومای برادوست)
میرآباد، روستایی است از توابع بخش صومای برادوست و در شهرستان ارومیه استان آذربایجان غربی ایران است.

## جمعیت
این روستا در دهستان صومای شمالی قرار داشته و بر اساس سرشماری سال ۱۳۸۵ جمعیت آن ۳۴۲ نفر (۴۹ خانوار)
بوده‌است.